# Hendikep Internešnal
Hendikep Internešnal (Handicap International) je stari poznati naziv te organizacije, dok je sadašnji novi naziv organizacije Humanost i inkluzija (Humanity & Inclusion) i to je međunarodna nevladina neprofitna organizacija osnovana 1982. za pružanje pomoći izbegličkim kampovima u Kambodži i Tajlandu; glavni cilj je pomoć osobama sa invaliditetom i ugroženim osobama u situacijama siromaštva i isključenosti, sukoba, prirodnih katastrofa i vanrednih situacija. Sedište je u Francuskoj; kasnije se pojavilo još 7 filijala: u Belgiji (1986), Švajcarskoj (1996), Luksemburgu (1997), u Nemačkoj (1998), u Velikoj Britaniji (1999), u Kanadi (2003) i SAD (2006).
Trenutno ima više od 3500 zaposlenih koji rade u više od 60 zemalja sveta.
Organizacija je član Međunarodnog konzorcijuma za invalidnost i razvoj.

## Istorija i početak
Handikep Internešnal je osnovana u Francuskoj 1982. godine od strane dva francuska lekara Žan-Batist Ričardija i tehničara Klod Simona kako bi pomogli onima koji su nastradali od nagaznih mina u kambodžanskim izbegličkim kampovima i na Tajlandu. Prvi ortopedski centri osnovani su u izbegličkim kampovima na Tajlandu, Kambodži, Burmi i Laosu. Handicap International je koristio jednostavnu lokalno dostupnu opremu da pruži brzu, efikasnu i praktičnu pomoć i formirao je kompetentne lokalne timove za nastavak aktivnosti. Godine 1986. osnovan je belgijski ogranak Handicap International-a, a organizacija je počela da širi svoje aktivnosti i na druge zemlje.
To je jedan od 6 osnivača Međunarodne kampanje za zabranu nagaznih mina koja je dobila Nobelovu nagradu za mir 1997. Od februara 2005, organizacija takođe poziva na zabranu kasetne municije i sprovodi istraživanja koja dokumentuju ljudski uticaj ovog oružja. Handikep Internešnal je jedan od osnivača Koalicije za zabranu kasetne municije, međunarodne kampanje civilnog društva koja radi na prestanku proizvodnje i skladištenja celokupne municije. U februaru 2006. Belgija je postala prva zemlja koja je donela takvu zabranu kao rezultat podizanja svesti javnosti i napora za zagovaranje Handicap International-a. Handicap International je bio glasni zagovornik Konvencije o kasetnoj municiji (CCM), međunarodnog ugovora koji zabranjuje upotrebu, prenos i skladištenje ovog oružja usvojenog 30. maja 2008. u Dablinu, u Irskoj. Trenutno postoji 123 države koje su potpisale CCM i 110 koje su ratifikovale ovaj sporazum.
Handikep Internešnal je osvojio nagradu za humanitarnu nagradu Conrad N. Hilton 2011. nagradu od 1,5 miliona dolara, za svoju posvećenost osobama sa invaliditetom koji žive u siromaštvu, izopšteni iz društva, sukoba ili prirodnih katastrofa. Takođe je članica Međunarodnog konzorcijuma za invalidnost i razvoj.
Brazilski fudbaler Nejmar mlađi postao je „ambasador“ humanosti i inkluzije 15. avgusta 2017. do aprila 2019.
Organizacija je rangirana kao 8. najbolja međunarodna NVO na svetu na rang listi NGO Advisor 2017.
Organizacija je promenila ime iz Hendicap International u Humaniti & Inclusion u januaru 2018. kako bi bolje koristila „raznolikost svojih aktivnosti, koje nisu ograničene samo na podršku osobama sa invaliditetom“. Ovaj novi identitet, promena imena i logotipa, predvodila je Cossette, marketinška agencija iz Kanade. Sa ovim novim imenom, Cosette je pokrenula kampanju „Be a lifeline“ koju je režirao Olivije Staub, kanadski režiser i fotograf. Ova kampanja je osvojila bronzanog lava na Međunarodnom festivalu kreativnosti Cannes Lions u kategoriji dizajna 2018.

## Aktivnosti
Handicap International vodi više od 300 projekata u 60 zemalja, a posebno u zemljama u akutnoj ili hroničnoj krizi. Organizacija je sudobitnik Nobelove nagrade za mir 1997. godine kao član Koordinacionog odbora međunarodne kampanje za zabranu nagaznih mina, za odlučnu akciju u borbi protiv mina.

### Glavne aktivnosti[7]
1. Hitni slučajevi. Handicap International pomaže najpotrebnijim žrtvama, posebno onima sa invaliditetom, povređenima i onima koji se bore sa prisilnim raseljenjem.
2. Prava invalida. Osobe sa invaliditetom čine oko 15% svetske populacije – više od milijardu ljudi – a 80% osoba sa invaliditetom živi u zemljama u razvoju. Postoji snažna veza između invaliditeta i siromaštva — invaliditet je i uzrok i posledica siromaštva.
3. Zdravlje i prevencija. Pristup zdravstvenoj zaštiti je važan korak ka socijalnoj inkluziji. Bilo da se radi o prevenciji onesposobljavajućih bolesti, stvaranju lokalnih zdravstvenih usluga ili pružanju psihološke podrške, akcije Handicap International-a služe jednom cilju: da osiguraju da svi imaju šansu da ostanu zdravi.
4. Uključivanje u javni život. Handicap International radi sa osobama sa invaliditetom na promovisanju njihovog uključivanja u obrazovne, sportske i kulturne aktivnosti, kao i pristup zapošljavanju, lobirajući za jednake mogućnosti u vladama širom sveta.
5. Rehabilitacija. Pomoć invalidima u rehabilitaciji.
6. Nagazne mine i kasetne bombe. Od februara 2005, Disabled Persons International poziva na zabranu kasetne municije i naučna istraživanja koja dokumentuju nehumani uticaj ovog oružja, i jedan je od osnivača Koalicije za zabranu kasetne municije, međunarodne nevladine organizacije koja radi na okončanju proizvodnje, skladištenje i korišćenje kasetne municije. U februaru 2006. Belgija je postala prva zemlja koja je usvojila takvu zabranu kao rezultat zagovaračkog rada Handicap International-a.[8] 2010. godine stupila je na snagu međunarodna konvencija o zabrani kasetne municije.

### Deminiranje
Od 1996. HI je razvio novu oblast intervencije: projekte koji se odnose na mine i bombe (posebno kasetne bombe ). Ovi projekti imaju za cilj pre svega smanjenje uticaja prisustva protivpešadijskih mina na stanovništvo koje živi u blizini miniranih područja. U okviru ovog okvira organizovan je širok spektar aktivnosti:
1. Edukativni program o prevenciji minskih udesa;
2. deminiranje i bombardovanje;
3. prikupljanje informacija o nezgodama;
4. istraživanje socio-ekonomskog uticaja prisustva mina;
5. studije o raznim temama koje prate evoluciju ovog sektora;
6. kasetne bombe;[9]
7. protivpešadijske mine;[10]
8. eksplozivne zamke.

30. maja 2008. godine, u Dablinu, 111 država usvojilo je tekst međunarodnog sporazuma o zabrani kasetnih bombi. Handicap International pozdravlja ovaj tekst, koji će zabraniti sve kasetne bombe sa neprihvatljivim humanitarnim posledicama i značajno pojačati pomoć žrtvama. Određene klauzule ugovora su ipak razočaravajući. Mora se nastaviti sa mobilizacijom civilnog društva u svim zemljama kako bi ugovor bio ratifikovan što je pre moguće i da mane koje on predstavlja ne dozvoli nekim zemljama da to iskoriste.

### Prevencija
Handicap International sprovodi različite akcije za sprečavanje pojave invaliditeta, kroz akcije podizanja svesti. Preventivne akcije se sprovode na veoma različite teme.

### Prevencija saobraćajnih nezgoda
Udruženje sprovodi kampanje informisanja i prevencije saobraćajnih nezgoda u mnogim zemljama kako bi podstaklo promene u ponašanju i ograničilo broj nezgoda. Ove akcije se najčešće preduzimaju u partnerstvu sa lokalnim vlastima.

### Hitna pomoć
Handicap International je 2006. godine osnovao - Odeljenje za hitne akcije, sastavljeno od specijalista za krizne intervencije, kako bi vrlo brzo intervenisalo u slučaju ozbiljne i iznenadne humanitarne krize, nakon, na primer prirodne katastrofe, oružanog sukoba i drugih stvari.Međutim, udruženje je već intervenisalo u hitnim slučajevima u mnogim zemljama, a posebno u vreme cunamija, u Aziji krajem 2004. Udruženje je aktivno na Haitiju od 2008, ali je u velikoj meri ojačalo svoj sistem nakon zemljotresa 2010. na Haitiju, gde je krajem septembra 2010, brojala oko 580 ljudi u svojim timovima, uključujući više od 70 iseljenika. Ovo je najveća intervencija koju je Handicap International sproveo do danas.

### Promovisanje prava osoba sa invaliditetom
Akcija Handicap International-a zasnovana je na članu 1. Deklaracije o pravima čoveka i građanina iz 1789. godine, koja kaže da se „Svi ljudi rađaju i ostaju slobodni i jednaki u dostojanstvu i pravima“. Oko 500 miliona osoba sa invaliditetom u svetu ne može da priušti zdravstvenu zaštitu, da u zemljama u razvoju 98% dece sa smetnjama u razvoju ne ide u školu i da 80% osoba sa invaliditetom živi sa manje od 1 evro dnevno. Handicap International radi u skoro 60 zemalja i vodi kampanje sa nacionalnim i međunarodnim političkim vlastima kako bi osigurao da su osnovna prava na lečenje, odlazak u školu, rad i poštovanje prava osoba sa invalidetom.
Handicap International podržava razvoj nacionalnih zakona u korist osoba sa invaliditetom. Udruženje je takođe doprinelo razvoju francuskog zakona za „Jednaka prava i mogućnosti, učešće i državljanstvo osoba sa invaliditetom“, proglašenog februar 2005. godine.
Na međunarodnom nivou učestvovala je u procesu izrade Konvencije o pravima osoba sa invaliditetom, koju je usvojila Generalna skupština Ujedinjenih nacija 13. decembra 2006.

### Podržavaju udruženja osoba sa invaliditetom
Handicap International takođe podržava udruženja osoba sa invaliditetom u zemljama u kojima posluje. Njihov cilj je: da osobama sa invaliditetom daju sredstva za promovisanje i odbranu svojih prava (pristup zdravstvenim uslugama, obrazovanju, zapošljavanju, sportu, kulturi, itd.).

## Podaci i godišnji izveštaji
Organizacija redovno objavljuje godišnji izveštaj i godišnji bilans stanja.
| Godina | Ukupno zaposlenih (na licu mesta) | Projekti | Zemlje | Budžet ( miliona evra ) | CN 2.1 Ocena   |
| ------ | --------------------------------- | -------- | ------ | ----------------------- | -------------- |
| 2014   | 3.416                             | 331      | 57     | 137                     | 3 od 4 (89,39) |
| 2015   | 3.146 (2.462)                     | 341      | 59     | 152                     | 3 od 4 (89,39) |
| 2016   | 3.233 (2.522)                     | 337      | 56     | 152                     | 3 od 4 (89,18) |
| 2017   | 3.278 (2.522)                     | 386      | 63     | 178                     | -              |
| 2018   | 3.327 (2.518)                     | 408      | 62     | 192                     | 3 od 4 (89,18) |
| 2019   | 4.237 (3.401)                     | 441      | 61     | 217                     | -              |
| 2020   | 4.705                             | 420      | 59     | 230                     | 3 od 4 (89,18) |

## Priznanja i nagrade
1996. godine, „kao priznanje pionirskog doprinosa ove organizacije u ublažavanju patnji žrtava mina obezbeđivanjem jeftinih proteza za preko 150.000 pacijenata širom sveta, od kojih su mnogi izbeglice, interno raseljena lica ili povratnici“, dobila je prestižnu Nansenovu nagradu Kancelarije..
Disabled Persons International je jedan od 6 članova osnivača Međunarodnog pokreta za zabranu protivpešadijskih mina, koji je dobio Nobelovu nagradu za mir 1997..
Handikep Internešnal je 2011. godine osvojio humanitarnu nagradu Konrada N. Hiltona od 1,5 miliona dolara za „posvećenost osobama sa invaliditetom koje žive u siromaštvu, sukobu ili prirodnoj katastrofi“..
Handicap International je proglašen za osmu najbolju nevladinu organizaciju na svetu prema rangiranju NVO Advisor 2017.
Početkom 2018. NVO je usvojila novi logo i novo ime (Humanost i inkluzija). Sa ovim novim imenom, Cosette je pokrenula kampanju "Be a Lifeline" koju je režirao kanadski režiser i fotograf Olivije Staub. Ova kampanja je osvojila bronzanog lava na Međunarodnom festivalu kreativnosti u Kanu 2018. u kategoriji dizajna.

## Spisak "ambasadora"
1. Ros Vilson - paraolimpijac u stonom tenisu
2. Džek Hanter-Spajvi - paraolimpijac u stonom tenisu
3. Eddie Ndopu - aktivista i humanitarac
4. Nejmar - Poznati Brazilski fudbaler postao je „ambasador“ humanosti i inkluzije 15. avgusta 2017. do aprila 2019.